# Gary Lingham
Gary Lingham (5 de enero de 1958) fue un piloto de motociclismo británico, que compitió en el Campeonato del Mundo de Motociclismo desde 1979 hasta 1986.

## Carrera
Gary Lingham comienza su carrera profesional en 1979 en la categoría de 500cc en el mando de una Suzuki, categoría y moto que mantendrá durante toda su carrera hasta 1986. Debuta con un podio en Si en 1979, con un tercer lugar obtenido en el Gran Premio de Bélgica aprovechando el boicot de las grandes figuras del deporte en protesta por las pocas medidas de seguridad en el Circuito de Spa-Francorchamps. Finalmente, cierra la temporada en la posición 19.ª de la general de 500 cc. En los siguientes años, tendría problemas para clasificarse y no tendría resultados destacables. En 1982, disputa la carrera inglesa del Campeonato Europeo de 500 cc, y terminará en un cuarto lugar, lo que lo colocará con tan solo una participación en el 14.º lugar de la general. En 1983, tampoco destacará en el Mundial mientras que en el campeonato de Europa será octavo en la ronda británica de los 500 cc y se clasará en el 33.eɽ lugar de la general. En 1984, terminará el Gran Premio de Italia en la 15.ª posición mientras se convertirá en subcampeón de Europa de la categoría 500 cc con la Suzuki RG por detrás de Eero Hyvärinen gracias a sus dos victorias en España y Suecia y un podio en Holanda.
Para su última temporada completa en 1985, siempre con la Suzuki RG500, tomará el 22.º lugar en Italia y 28.º en Austria mientras que en 1986 terminará el gran premio de Bélgica en la 16.ª posición.

## Resultados en los Grandes Premios de Motociclismo
Sistema de puntuación desde 1950 hasta 1968:
| Posición | 1.º | 2.º | 3.º | 4.º | 5.º | 6.º |
| Puntos   | 8   | 6   | 4   | 3   | 2   | 1   |

Sistema de puntuación desde 1988 hasta 1991:
| Posición | 1.º | 2.º | 3.º | 4.º | 5.º | 6.º | 7.º | 8.º | 9.º | 10.º | 11.º | 12.º | 13.º | 14.º | 15.º |
| Puntos   | 20  | 17  | 15  | 13  | 11  | 10  | 9   | 8   | 7   | 6    | 5    | 4    | 3    | 2    | 1    |

(Las carreras en negrita indica que se consiguió la pole; la letra cursiva indica que consiguió la vuelta rápida)
| Temporada | Cat.  | Equipo | 1       | 2       | 3       | 4      | 5      | 6     | 7      | 8     | 9       | 10      | 11      | 12     | 13    | 14    | Puntos | Pos. |
| --------- | ----- | ------ | ------- | ------- | ------- | ------ | ------ | ----- | ------ | ----- | ------- | ------- | ------- | ------ | ----- | ----- | ------ | ---- |
| 1979      | 500cc | Suzuki | VEN -   | AUT -   | GER -   | NAT -  | ESP -  | YUG - | NED -  | BEL 3 | SWE -   | FIN -   | GBR Ret |        | FRA - |       | 10     | 19.º |
| 1980      | 500cc | Suzuki | NAT DNQ | ESP DNQ | FRA -   |        | NED -  | BEL - | FIN -  | GBR - |         | GER -   |         |        |       |       | 0      | -    |
| 1981      | 500cc | Suzuki |         | AUT -   | GER -   | NAT -  | FRA -  |       | YUG -  | NED - | BEL 28  | RSM -   | GBR Ret | FIN -  | SWE - | CZE - | 0      | -    |
| 1982      | 500cc | Suzuki | ARG -   | AUT -   | FRA -   | ESP -  | NAT -  | NED - | BEL 19 | YUG - | GBR 14  | SWE -   |         |        | RSM - | GER - | 0      | -    |
| 1983      | 500cc | Suzuki | RSA 19  | FRA -   | NAT -   | GER -  | ESP -  | AUT - | YUG -  | NED - | BEL -   | GBR Ret | SWE -   | RSM -  |       |       | 0      | -    |
| 1984      | 500cc | Suzuki | RSA -   | NAT 15  | ESP -   | AUT -  | GER -  | FRA - | YUG -  | NED - | BEL -   | GBR Ret | SWE -   | RSM 19 |       |       | 0      | -    |
| 1985      | 500cc | Suzuki | RSA DNS | ESP DNQ | GER Ret | NAT 22 | AUT 28 | YUG - | NED -  | BEL - | FRA -   | GBR Ret | SWE -   | RSM -  |       |       | 0      | -    |
| 1986      | 500cc | Suzuki | ESP -   | NAT -   | GER -   | AUT -  | YUG -  | NED - | BEL 16 | FRA - | GBR Ret | SWE -   | RSM -   |        |       |       | 0      | -    |